# Catharsius granulatus
Catharsius granulatus är en skalbaggsart som beskrevs av Sharp 1875. Catharsius granulatus ingår i släktet Catharsius och familjen bladhorningar. Inga underarter finns listade.